# Czechoslovakian International 1973
Die Czechoslovakian International 1973 im Badminton fanden vom 2. bis zum 4. November 1973 in Prag statt. Es war die zweite Auflage der Titelkämpfe.

## Sieger und Platzierte
| Disziplin    | Gold                                   | Silber                                | Bronze                                |
| ------------ | -------------------------------------- | ------------------------------------- | ------------------------------------- |
| Herreneinzel | Edgar Michalowski                      | Joachim Schimpke                      | Erfried Michalowsky                   |
| Herreneinzel | Edgar Michalowski                      | Joachim Schimpke                      | Hermann Fröhlich                      |
| Dameneinzel  | Monika Thiere                          | Angela Michalowski                    | Christine Zierath                     |
| Dameneinzel  | Monika Thiere                          | Angela Michalowski                    | Alena Poboráková                      |
| Herrendoppel | Siegfried Betz Franz Beinvogl          | Erfried Michalowsky Edgar Michalowski | Roland Riese Wolfgang Böttcher        |
| Herrendoppel | Siegfried Betz Franz Beinvogl          | Erfried Michalowsky Edgar Michalowski | Gregor Berden Stane Koprivšek         |
| Damendoppel  | Monika Thiere Angela Michalowski       | Alena Poboráková Jaroslava Krahulcová | Vita Bohinc Anke Betz                 |
| Damendoppel  | Monika Thiere Angela Michalowski       | Alena Poboráková Jaroslava Krahulcová | Marta Amf Lučka Križman               |
| Mixed        | Erfried Michalowsky Angela Michalowski | Roland Riese Monika Thiere            | Konstantin Holobradý Alena Poboráková |
| Mixed        | Erfried Michalowsky Angela Michalowski | Roland Riese Monika Thiere            | Franz Beinvogl Anke Betz              |

## Finalresultate
| Disziplin    | Sieger                                 | Finalist                              | Ergebnis          |
| ------------ | -------------------------------------- | ------------------------------------- | ----------------- |
| Herreneinzel | Edgar Michalowski                      | Joachim Schimpke                      | 15–8, 15–11       |
| Dameneinzel  | Monika Thiere                          | Angela Michalowski                    | 11–1, 11–5        |
| Herrendoppel | Siegfried Betz Franz Beinvogl          | Erfried Michalowsky Edgar Michalowski | 6–15, 15–6, 18–14 |
| Damendoppel  | Monika Thiere Angela Michalowski       | Alena Poboráková Jaroslava Krahulcová | 15–2, 15–7        |
| Mixed        | Erfried Michalowsky Angela Michalowski | Roland Riese Monika Thiere            | 15–11, 15–12      |